# 上板サービスエリア
上板サービスエリア（かみいたサービスエリア）は、徳島県板野郡上板町神宅にある徳島自動車道のサービスエリアである。
2014年（平成26年）12月19日7時にリニューアルオープンした。

## 歴史
- 1995年（平成7年）8月9日 : 徳島IC - 藍住IC間が開通に伴い、上板サービスエリアが供用。
- 2014年（平成26年）12月19日：上下線施設がリニューアルオープン[2]。

## 施設
上下線ともインフォメーションコーナー、ガソリンスタンドは当SA開設当時から設置されていない。

### 上り線（徳島方面）
- 駐車場
  - 大型 25台
  - 小型 64台
  - 二輪 4台
  - トレーラー 2台
- トイレ
  - 男性 大4（和式1・洋式3）、小6
  - 女性 13（和式2・洋式11）
  - 車椅子用 1
- 給電スタンド（24時間）
- レストラン（上板屋）（11:00 - 15:00）
- スナック（上板食堂）（7:00 - 21:00）
- ショッピング（上板商店）（7:00 - 21:00）
- 自動販売機
- 携帯電話充電器（7:00 - 22:00）
- ウェルカムゲート（7:00 - 21:00）[3]

### 下り線（川之江方面）
- 駐車場
  - 大型 25台
  - 小型 64台
  - 二輪 4台
  - トレーラー 2台
- トイレ
  - 男性 大4（和式1・洋式3）、小6
  - 女性 13（和式2・洋式11）同伴の男児用1
  - 車椅子用 1
- 給電スタンド（24時間）
- レストラン（かみいたキッズかふぇ）（11:00 - 15:00）
- スナック（かみいたキッチン）（7:00 - 21:00）
- ショッピング（かみいたまーけっと）（7:00 - 21:00）
- 自動販売機
- 携帯電話充電器（7:00 - 22:00）
- ドッグラン

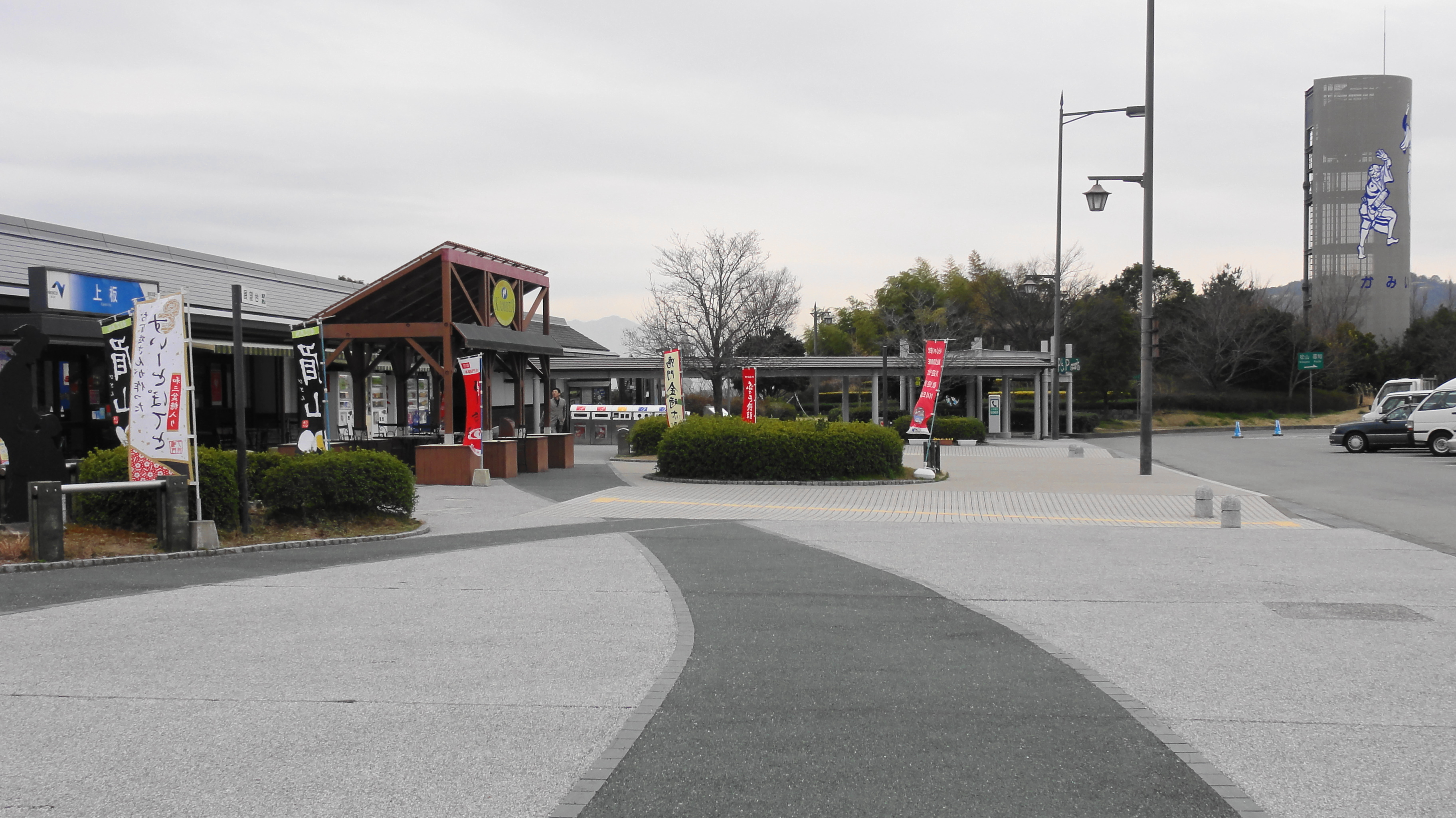
下り施設
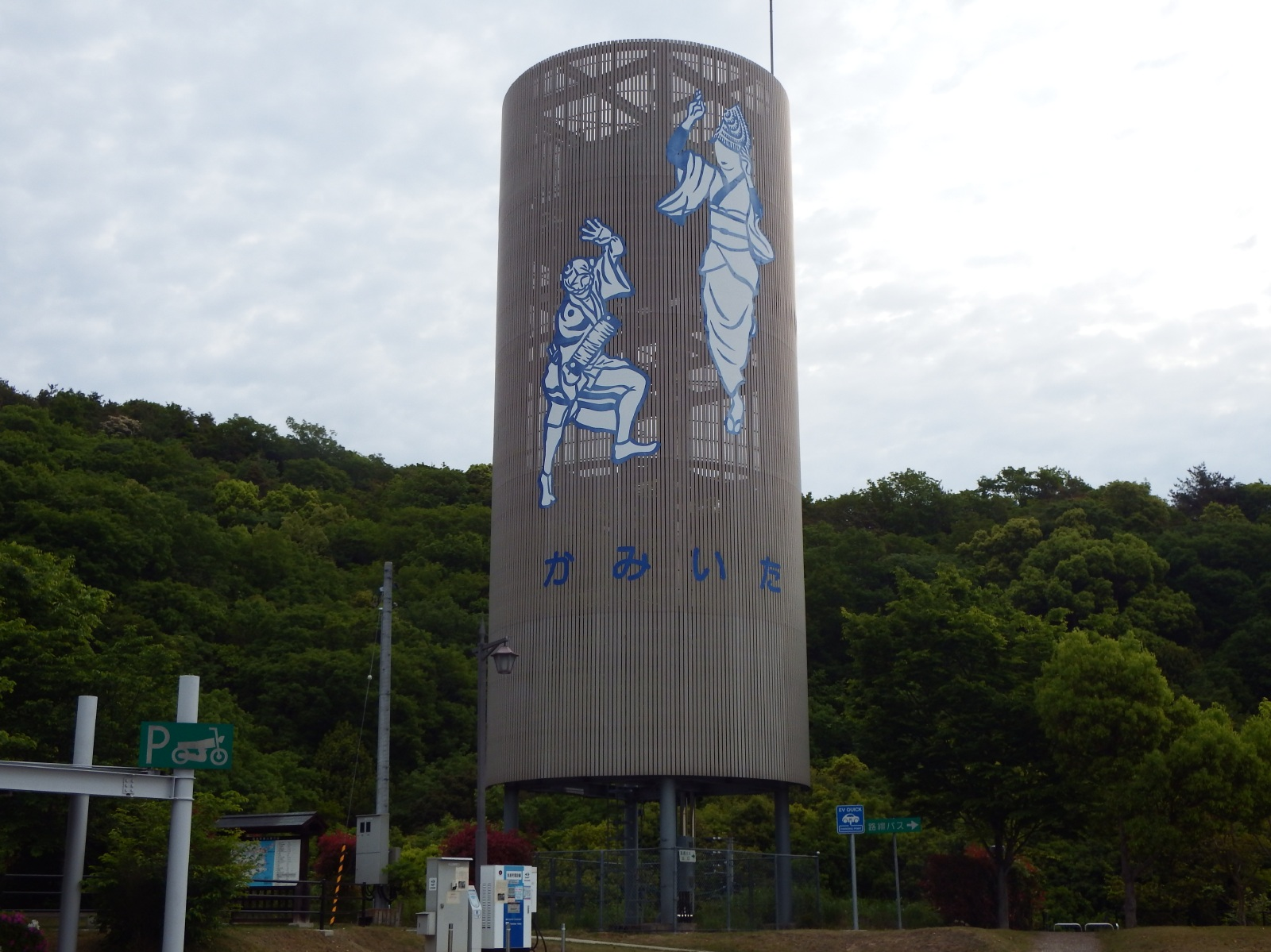
阿波おどりのモニュメント（上り線）
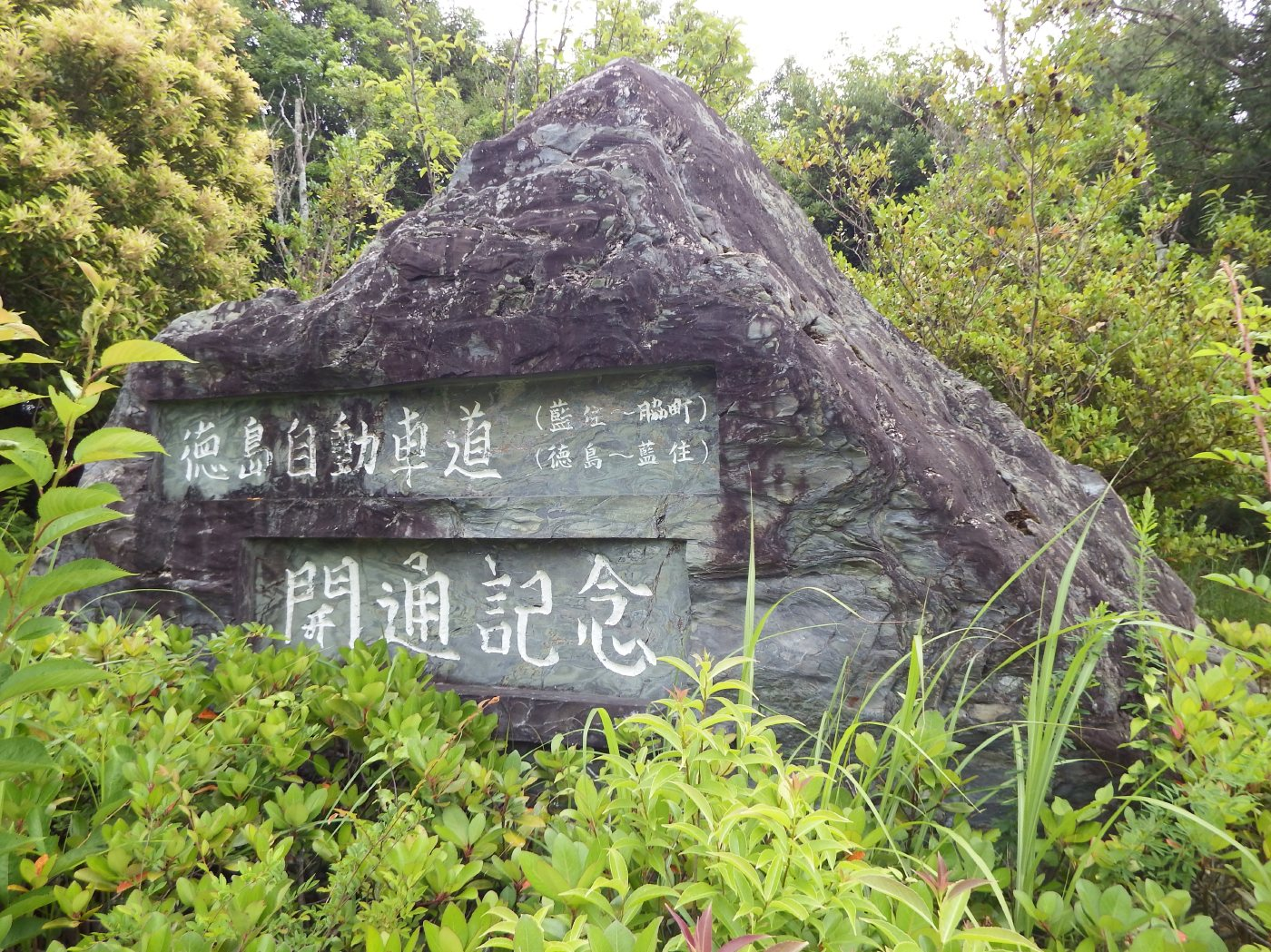
徳島自動車道開通記念碑（下り線）

## 上板バスストップ

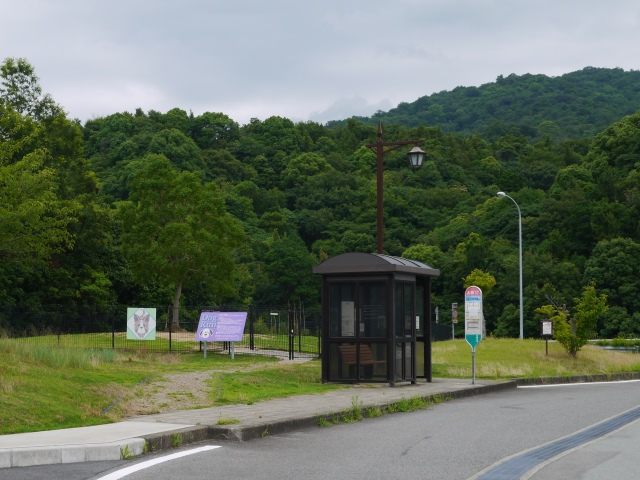
上板バスストップ

上板バスストップ（かみいたバスストップ）は、徳島県板野郡上板町神宅の徳島自動車道の上板サービスエリアに併設された高速バス用バス停留所。
高速バス利用者専用駐車場あり。
上り側バス停と下り側バス停の間を移動するには、一般道に出て大きく迂回しなければならない。特に夜間は照明も少ないので注意が必要である。

### 上り線
- しこくさぶろうエディ号：阪急梅田行（四国交通、阪急観光バス）
- しこくさぶろうエディ号：三ノ宮行（四国交通）

### 下り線
- 高知徳島エクスプレス：高知駅行（徳島バス、JR四国バス、とさでん交通）

## 隣
E32 徳島自動車道
(2) 藍住IC - 上板SA - (3) 土成IC